# خوسيه لويس بيرلازا
خوسيه لويس بيرلازا (مواليد 6 أكتوبر 1981) هو لاعب كرة قدم. يلعب مع منتخب الإكوادور لكرة القدم. سبق له أن لعب في كأس العالم لكرة القدم مع منتخب بلاده.

## روابط خارجية
- خوسيه لويس بيرلازا على موقع الاتحاد الدولي (مؤرشف)  (الإنجليزية)
- خوسيه لويس بيرلازا على موقع قاعدة بيانات كرة القدم.إي يو (الإنجليزية)
- خوسيه لويس بيرلازا على موقع ناشيونال فوتبول تيمز (الإنجليزية)
- خوسيه لويس بيرلازا على موقع Soccerway.com (الإنجليزية)
- خوسيه لويس بيرلازا على موقع AS.com (الإسبانية)